# Thad Jones/Mel Lewis Big Band
Thad Jones/Mel Lewis Big Band var ett jazz-storband skapat av trumpetaren Thad Jones och trummisen Mel Lewis runt 1965.
Gruppen, också kända som Thad Jones-Mel Lewis Orchestra, började som en bunt kända studiomusiker som tillsammans gick ihop för kvällsrepetitioner på platser med gångavstånd till Jim and Andy's, en känd bar för New York-musiker. Slutligen debuterade de på Village Vanguard i New York, år 1966, och blev snabbt uppmärksammande för deras nyskapande och virtuosa stil.
Bandet spelade i tolv år i sin ursprungliga inkarnation inklusive en turné till Sovjetunionen under tiden då kalla kriget pågick. Bandet vann 1979 en Grammy för albumet Live in Munich. Samarbetet avslutades 1978 med att Jones plötsligt flyttade till Danmark. Bandet fortsatte under namnet Mel Lewis Jazz Orchestra.

## Medlemmar (i urval)
- Hank Jones
- Richard Davis
- Snooky Young
- Jerome Richardson
- Jon Faddis
- Joe Farrell
- Bob Brookmeyer
- Dick Oatts
- Jim McNeely
- Kenny Garrett
- Terell Stafford
- Scott Wendholdt
- Gary Smulyan
- Ralph LaLama
- Rich Perry
- Bill Drewes
- John Riley
- Dennis Irwin
- Walter Norris